# Unión Internacional de Boxeo
La Unión Internacional de Boxeo (IBU) es un organismo sancionador de boxeo profesional fundado en Atlanta, Georgia, Estados Unidos, en 1996. No está relacionada con la International Boxing Union que operaba en Europa antes de la Segunda Guerra Mundial.
A pesar de que la IBU ha sancionado combates por el título en países como Barbados, Guyana, Hungría o Alemania se consideran títulos secundarios por otros competidores y no se consideran como los mejores en su categoría de peso. Sin embargo este título puede ser utilizado como primer escalón para boxeadores que posteriormente progresan y ganan uno de los cuatro títulos mayores.